# Markus von Wickenburg
Markus von Wickenburg (* 13. April 1864 in Baltavár, Königreich Ungarn; † 6. August 1924 in Budapest), vollständiger Name Maria Marcus Matthias Konstantin Graf von Wickenburg, war ein (österreichisch-)ungarischer Ministerialbeamter und Staatssekretär.

## Leben
Wickenburg studierte Rechtswissenschaft, erwarb den Dr. jur. und trat in den königlichen ungarischen Staatsdienst ein. Nach Tätigkeiten in der ungarischen Postsparkasse, bei der Steuerinspektion in Fiume, im Finanzministerium in Budapest und den ungarischen Staatsbahnen, wurde er 1902 Staatssekretär des ungarischen Handelsministeriums. 1903 pensioniert, wurde er mit 30. März 1912 reaktiviert als Sektionschef der Handelssektion im k. u. k. Außenministerium, wo er bis Februar 1917 tätig war.
Nach Ausbruch des Ersten Weltkriegs, erachtete Geheimrat Wickenburg in einem Memorandum von Ende August 1914 die „Vernichtung Serbiens mit einer Annexion von bedeutenden Gebieten dieses Staates“ als die beste Lösung. Für Wickenburg war das serbische Kriegsziel bloß ein Schritt auf dem Weg weiterer Expansion: „Die Richtung dieser Expansion ist für uns der Osten“, durch „die Beherrschung der zwei Hauptverkehrsadern nach Konstantinopel und nach Saloniki“ sowie die Erringung der Vormachtstellung auf der Donau, die Übernahme des gesamten Verkehrs auf der Balkanhalbinsel. Über Kleinasien forderte Wickenburg sogar den „direkte(n) Weg nach Persien“. Wickenburg, laut Andrej Mitrović der radikalste unter den Autoren der Ballhausplatz-Kriegsziel-Denkschriften, erklärte, das Weiterbestehen eines unabhängigen serbischen Staates, wie schwach und klein er auch sein möge, sei die falsche Lösung. Ein reduziertes Serbien bleibe „ein noch glühender Herd der Irredenta“ und „eine ewige Gefährdung unserer diplomatischen Lage“. Auch Fritz Fellner meint Wickenburgs Memorandum wäre noch stärker als die anderen Vorschläge der Wiener Ministerialbürokratie „der imperialistischen Ideologie einer über territoriale Eroberungen hinausreichenden wirtschaftlichen Expansion nach Kleinasien bis Persien hinaus verpflichtet“.